# Agrostis stipata
Agrostis stipata é uma espécie de gramínea do gênero Agrostis, pertencente à família Poaceae.